# Weltmeisterschaften der Rhythmischen Sportgymnastik 2010
Die 30. Weltmeisterschaften der Rhythmischen Sportgymnastik fanden vom 20. bis 26. September 2010 im Olimpijski in Moskau, Russland statt.

## Ergebnisse

### Mehrkampf-Einzel
| Rang | Nation   | Athletin           |
| ---- | -------- | ------------------ |
| 1    | Russland | Jewgenija Kanajewa |
| 2    | Russland | Daria Kondakowa    |
| 3    | Belarus  | Melizina Stanjuta  |

### Gruppe-Mehrkampf
| Rang | Nation   | Athletin |
| ---- | -------- | --- |
| 1    | Italien  | Elisa Blanchi Giulia Galtarossa Romina Laurito Daniela Masseroni Angelika Savrayuk Elisa Santoni                         |
| 2    | Belarus  | Aliaksandra Osipawa Dzina Haitsiukewitsch Marina Hanscharowa Anastassija Iwankowa Kseniya Sankowitsch Alina Tumilowitsch |
| 3    | Russland | Uljana Donskowa Anastassija Nasarenko Jekaterina Malygina Tatiana Sergejewa Natalja Pischuschkina Daria Tscherbakowa     |

### Gruppe-Mehrkampf mit einem Gerät
| Rang | Nation    | Athletin                                                                                           |
| ---- | --------- | -------------------------------------------------------------------------------------------------- |
| 1    | Russland  | Uljana Donskowa Jekaterina Malygina Anastassija Nasarenko Natalja Pischuschkina Daria Tscherbakowa |
| 2    | Italien   | Elisa Blanchi Giulia Galtarossa Romina Laurito Angelika Savrayuk Elisa Santoni                     |
| 3    | Bulgarien | Renata Kamberowa Michaela Maewska Elena Todorowa Hristiana Todorowa Katrin Velkowa                 |

### Gruppe-Mehrkampf mit zwei Geräten
| Rang | Nation   | Athletin                                                                                           |
| ---- | -------- | -------------------------------------------------------------------------------------------------- |
| 1    | Russland | Uljana Donskowa Anastassija Nasarenko Jekaterina Malygina Tatiana Sergejewa Natalja Pischuschkina  |
| 2    | Italien  | Elisa Blanchi Romina Laurito Daniela Masseroni Angelika Savrayuk Elisa Santoni                     |
| 3    | Belarus  | Alina Tumilowitsch Marina Hanscharowa Anastassija Iwankowa Aliaksandra Osipawa Kseniya Sankowitsch |

### Reifen
| Rang | Nation        | Athletin           |
| ---- | ------------- | ------------------ |
| 1    | Russland      | Jewgenija Kanajewa |
| 2    | Russland      | Daria Kondakowa    |
| 3    | Aserbaidschan | Aliya Garajewa     |

### Band
| Rang | Nation        | Athletin         |
| ---- | ------------- | ---------------- |
| 1    | Russland      | Darja Dmitrijewa |
| 2    | Russland      | Darja Kondakowa  |
| 3    | Aserbaidschan | Aliya Garajewa   |

### Ball
| Rang | Nation        | Athletin           |
| ---- | ------------- | ------------------ |
| 1    | Russland      | Jewgenija Kanajewa |
| 2    | Russland      | Darja Dmitrijewa   |
| 3    | Aserbaidschan | Aliya Garajewa     |

### Seil
| Rang | Nation   | Athletin           |
| ---- | -------- | ------------------ |
| 1    | Russland | Daria Kondakowa    |
| 2    | Russland | Jewgenija Kanajewa |
| 3    | Belarus  | Melizina Stanjuta  |

### Medaillenspiegel
| Rang | Nation        | Gold | Silber | Bronze | Gesamt |
| ---- | ------------- | ---- | ------ | ------ | ------ |
| 1    | Russland      | 7    | 5      | 1      | 13     |
| 2    | Italien       | 1    | 2      | -      | 3      |
| 3    | Belarus       | -    | 1      | 3      | 4      |
| 4    | Aserbaidschan | -    | -      | 3      | 3      |
| 5    | Bulgarien     | -    | -      | 1      | 1      |